# Timucua

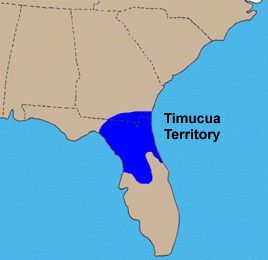
Situació dels timucua

Els timucua eren un poble amerindi que vivia a la costa nord i centre de Florida i sud-est de Geòrgia. Eren el grup indígena més gran en aquesta zona i van consistir en uns 35 cacicats, molts formats per milers de persones. Els diversos grups timucua parlaven diversos dialectes de la llengua timucua. En el moment del contacte amb els europeus, el territori ocupat pels parlants de dialectes timucua ocupava uns 50.000 km² i era la llar d'entre 50.000 i 200.000 timucuans. Si bé es van formar aliances i confederacions entre els cacicats els timucua mai es van organitzar en una sola unitat política. Els diversos grups de parlants timucua van practicar diverses tradicions culturals.

## Nom
La paraula «timucua» podria derivar de «Thimogona» o «Tymangoua», un exònim usat pel cacicat Saturiwa de l'actual Jacksonville per als seus enemics, els Utina, que vivien terra endins al llarg del Riu Saint Johns. Ambdós grups parlaven dialectes de la llengua timucua. Els francesos imitaren els saturiwa en aquest ús, però els espanyols van aplicar el terme «timucua» molt més àmpliament als grups dins d'una àmplia secció de l'interior del nord de Florida. Al segle xvi designaren la zona nord del riu Santa Fe entre el St Johns i el riu Suwannee (aproximadament l'àrea del grup conegut com els Utina septentrional) com a Província Timucua, que incorporaren al sistema de missiona. El dialecte que es parla en aquesta província es va conèixer com a "rimucua" (ara conegut habitualment com a «timucua propi»). Durant el segle xvii la província de Timucua es va ampliar per incloure la zona entre el riu Suwannee i el riu Aucilla, ampliant així el seu àmbit d'aplicació. A la fi, la paraula «Timucua» es va aplicar a tots els parlants dels diferents variants de la llengua timucua.

## Localització
El seu territori s'estenia des del riu Altamaha i l'illa de Cumberland en l'actual Geòrgia fins al sud de Lake George al centre de Florida, i des de l'oceà Atlàntic a l'oest del riu Aucilla al Florida Panhandle, tot i que va arribar al Golf de Mèxic en no més d'un parell de punts. El seu territori limitava amb la badia de Tampa al Nord, el riu Saint Mary al sud i el riu Ocilla a l'oest. Eren veïns dels calusa i dels ais.

## Demografia
Pel 1595 s'estima que la seva població s'havia reduït de 200.000 a 50.000 i es mantenien tretze cacicats. El 1700 la població de la tribu s'havia reduït a 1.000. La guerra contra ells pels colons anglesos i aliats nadius completaren la seva extinció com una tribu al començament del segle xix.
Segons Sebeok els parlants de llengües del seu grup eren:
- Icafui, mocama, tacatacuru, tocobaga, extintes.
- Osochi, n'hi havia 539 a Oklahoma el 1833.
- Pohoy, n'hi havia 300 a Florida el 1680.
- Potano, n'hi havia 170 a Florida el 1675.
- Saturiwa, n'hi havia 600 el 1602 i foren extints el 1680
- Tawasa, n'hi havia 240 a Florida el 1792.
- Utina, n'hi havia 60 a Florida el 1725
- Yui, eren més d'un miler a Florida i Geòrgia el 1602
- Yustaga, eren menys d'un miler a Florida el 1675.

## Tribus
Els timucua es dividien en una sèrie de diferents tribus o cacicats, cadascun dels quals parlava un dels nou o deu dialectes de la llengua timucua. Les tribus es poden classificar en orientals i occidentals. Els timucua orientals es troben al llarg de la costa atlàntica i en les Sea Islands del nord de Florida i sud-est de Geòrgia; al llarg del riu St Johns i els seus afluents; i entre els rius, pantans i boscos de l'interior al sud-est de Geòrgia, incloent possiblement la Okefenokee Swamp. En general vivien en llogarets propers a curses d'aigua, participaren de la cultura St. Johns o en les cultures no identificades relacionades amb la cultura Wilmington-Savannah, i es van centrar més en l'explotació dels recursos dels ambients marins i d'aiguamolls. Totes les tribus timucua de l'est conegudes van ser incorporades al sistema de missions espanyola a partir de la fi del segle xvi.
Els timucua occidentals va viure a l'interior de la península superior de Florida, que s'estén al riu Aucilla en l'oest i a Geòrgia al nord. En general vivien en pobles dels boscos, i van participar en les cultures Alachua, Suwannee Valley o d'altres cultures desconegudes. A causa del seu entorn estaven més orientats a l'explotació dels recursos dels boscos.
Acadèmics anteriors com John Reed Swanton i John Goggin identificaren les tribus al voltant de la badia de Tampa – Tocobaga, Uzita, i Mocoso – com a parlants timucua, classificats per Goggin com a timucua meridionals. Tanmateix, sembla que algunes d'aquestes tribus no parlaven timucua.

### Timucua orientals
El més gran i més conegut dels grups timucua orientals van ser els Mocama, que vivia a les zones costaneres del que avui són Florida i el sud-est de Geòrgia, de l'illa St Simons al sud de la desembocadura del riu St. Johns. Van donar el seu nom a la Província Mocama, que es va convertir en una de les principals divisions del sistema de missions espanyola. Parlaven un dialecte conegut també com a Mocama (nom timucua per "Oceà"), que és el millor compulsat dels dialectes timucua. En el moment del contacte amb els europeus, hi havia dos grans cacicats entre els Mocama, el Saturiwa i el Tacatacuru, cadascun dels quals tenia una sèrie de petits pobles subjectes a ells.
Els Saturiwa es van concentrar al voltant de la boca del St Johns en el que avui és Jacksonville, i van tenir el seu principal poble al marge sud del riu. El contacte europeu amb els timucua oriental va començar el 1564 quan els hugonots francesos de René Goulaine de Laudonnière establiren Fort Caroline a territori Saturiwa. Els saturiwa forjaren una aliança amb els francesos, i al principi es va oposar als espanyols quan van arribar. Amb el temps, però, es van sotmetre als espanyols i es van incorporar al seu sistema de missions. Es va establir la important missió de San Juan del Puerto en el seu llogaret principal; va ser aquí on Francisco Pareja va emprendre els seus estudis de la llengua timucua. Els Tacatacuru vivien a l'illa de Cumberland en l'actual Geòrgia, i els llogarets controlats a la costa. També van ser incorporats al sistema de missions espanyola, amb la missió San Pedro de Mocama establida el 1587.
Altres grups Timucua orientals vivien al sud-est de Geòrgia. Les tribus Icafui i Cascangue van ocupar la part continental de Geòrgia al nord del riu Satilla, al costat dels Guale. Parlaven el dialecte Itafi del timucua. La tribu Yufera va viure a la costa oposada a l'illa de Cumberland i parlaven el dialecte Yufera. Els Ibi vivien terra endins dels Yufera, i tenia 5 ciutats situades a catorze llegües (uns vuitanta quilòmetres) de l'illa de Cumberland; com els Icafui i Cascangue parlaven el dialecte Itafi. Tots aquests grups van participar en una cultura que era intermèdia entre les cultures St Johns i Wilmington-Savannah. Els Oconi vivien més cap a l'oest, potser al costat est de l'Okefenokee Swamp. Tant els Ibi com els Oconi finalment van rebre les seves pròpies missions, mentre que les tribus costaneres estaven subjectes a San Pedro a l'illa de Cumberland.
Fins al riu Saint Johns, al sud dels Saturiwa hi havia els Utina, més tard coneguts com a Agua Dulce o Agua Fresca. Vivien al llarg del riu des de més o menys a l'àrea de Palatka al sud de Lake George. Van participar en la cultura St. Johns i parlaven el dialecte Agua Dulce. L'àrea entre Palatka i el centre de Jacksonville va ser relativament menys poblada, i va poder haver servit com una barrera entre els Utina i Saturiwa, que eren freqüentment en guerra. En la dècada dels 1560 Utina eren un poderós cacicat de més de quaranta llogarets. No obstant això, a la fi del segle, la confederació s'havia ensorrat, la major part de la població va disminuir retirada a sis ciutats més al sud al St Johns. Els Acuera vivien al llarg del riu Ocklawaha, i parlaven el dialecte acuera.

### Timucua occidental
Tres grans grups timucua occidentals, els Potano, Utina septentrional i Yustaga, van ser incorporats en el sistema de missions espanyoles des de la fi del segle xvi i xvii.
Els Potano vivien al nord de Florida central, en una àrea del comtat de Alachua i podien arribar a l'oest de Cofa a la desembocadura del riu Suwannee. Van participar de la cultura Alachua i parlaven el dialecte Potano. Van ser dels primers pobles timucua a trobar-se amb els europeus, quan patiren un atac de l'expedició d'Hernando de Soto en 1538. Eren freqüentment en guerra amb la tribu Utina, que va aconseguir convèncer primer als francesos i més tard els espanyols d'unir-se a ells en atacs combinats contra els Potano. Van rebre missioners en la dècada de 1590 i s'hi van construir cinc missions en el seu territori el 1633. Igual que altres grups timucua occidentals van participar en la revolta timucua de 1656.
Al nord dels Potano, en una àmplia zona entre els rius Suwanee i St Johns, vivien els Utina septentrional. Aquest nom és simplement una convenció; eren coneguts com a "timucua" pels seus contemporanis. Van participar en la cultura Suwanee Valley i parlaven el dialecte "Timucua propi" dialecte. Els Utina septentrional semblen haver estat menys integrats que altres tribus timucua, i semblen haver estat organitzats en diversos petits cacicats locals, amb el líder d'un ser reconegut com a cap suprem. Van ser evangelitzats a començaments de 1597 i el seu territori va ser organitzat pels espanyols com a Província Timucua. Amb el temps les províncies més petites es van fusionar en la Província Timucua, augmentant així el perfil dels Utina septentrional substancialment. Van dirigir la revolta timucua de 1656, i la seva societat va declinar severament quan va ser sufocada.
A l'altra banda del riu Suwanee dels Utina septentrionals hi haviar el grup més occidental timucua, els Yustaga. Van viure entre el Suwanee i el riu Aucilla, que va servir de límit amb els Apalatxes. Van participar en la mateixa cultura Suwanee Valley com la Utina Nord, però semblen haver parlat un dialecte diferent, potser Potano. A diferència d'altres grups timucua, els Yustaga resistiren els esforços missioners espanyols fins ben entrat el segle xvii. Mantingueren els nivells més alts de població significativament més tard que altres grups timucua, ja que com el seu contacte amb els europeus era menys freqüent els va mantenir més lliure de malalties introduïdes. Igual que altres grups timucua occidentals, van participar en la revolta timucua.
Es coneixen altrestribus timucua occidentals dels registres espanyols més antics, però després van desaparèixer. El més significatiu d'aquests són els Ocale, que vivien al comtat de Marion, prop de la moderna ciutat d'Ocala, que pren el seu nom d'ells. Ocale va ser conquistat per De Soto en 1538 i la gent es van dispersar; la ciutat no es coneix a partir de fonts posteriors. No obstant això, tant les fonts franceses i espanyoles assenyalen un poble anomenat Eloquale o Etoquale al cacicat Acuera, la qual cosa suggereix que els Ocale van poder haver emigrat a l'est i es van unir als Acuera. Hann ha argumentat que el cacicat de Mocoso, que es troba prop de la desembocadura del riu Alafia a la costa oriental de la badia de Tampa al segle xvi, era timucua. Ell suggereix que la gent d'aquest cacicat podria haver-se traslladat al llogaret de Mocoss a la província Acuera al segle xvii.

## Costums

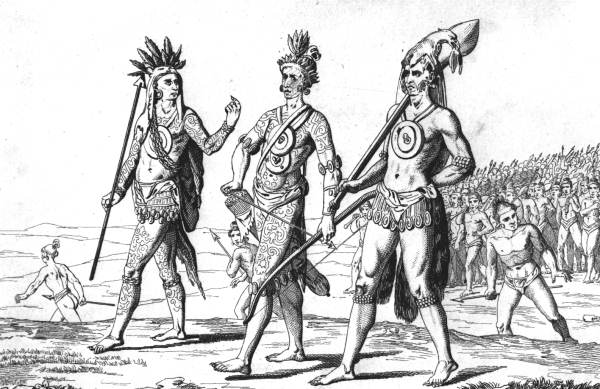
Guerrers timucua

Vivien en bordes circulars aixecades sobre pals coberts de fulles de margalló. Els poblats eren rodejats per una estacada, i la casa comunal era situada al centre. Eren sedentaris i semiagricultors, vivien de la cacera i de la pesca i de recollir fruites silvestres i arrels de kunti. Les dones duien faldilles curtes i els cabells deixats anar, i els homes una mena de calces, tatuatges i un nus al pèl. Eren alts, àgils, bons terrissaires, construïen canoes, arcs grans i maces de fusta.
A cada tibu hi havia clans amb noms d'animals, i els presoners de guerra i llurs descendents eren esclaus. Posseïen una organització militar força desenvolupada. Se'ls tenia per caçadors de cabelleres, caníbals i polígams, adoraven el sol, la lluna i la daina. També tenien cerimònies múltiples on de vegades les mares sacrificaven llurs fills al sol. Les tombes eren senzilles, amb un cercle de fletxes damunt.

## Història

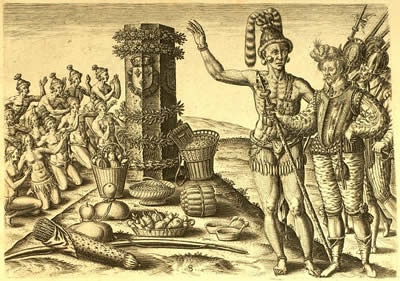
Un dels gravats basats en els dibuixos de Jacques le Moyne mostrant Athore, fill del cap timucua Saturiwa, mostrant René Laudonnière un monument posat per Jean Ribault

L'era precolombina es va caracteritzar per les guerres tribals regulars, rutinàries, i probablement petits amb els veïns. Els timucua eren un grup gran i poderós, format per un màxim de 35 cacicats, cadascun dels quals tenia centenars de persones en pobles variats dins del seu àmbit de competència. A vegades formen aliances polítiques soltes, però no operaven com una sola unitat política.
Una excavació arqueològica a Saint Augustine el 2006 va revelar un assentament timucua que data d'entre els anys 1100 i 1300 dC, anterior a la fundació europea de la ciutat en més de dos segles. En el descobriment hi havia ceràmica, amb peces des de l'àrea de Macon, Geòrgia, el que indica una xarxa de comerç expansiu; i dos esquelets humans. És el jaciment arqueològic més antic de la ciutat.
Els timucua podrien haver estat els primers amerindis a veure el desembarcament de Juan Ponce de León vora Saint Augustine en 1513. Més tard, en 1528, l'expedició de Pánfilo de Narváez va passar al llarg de les franges occidentals del territori timucua.

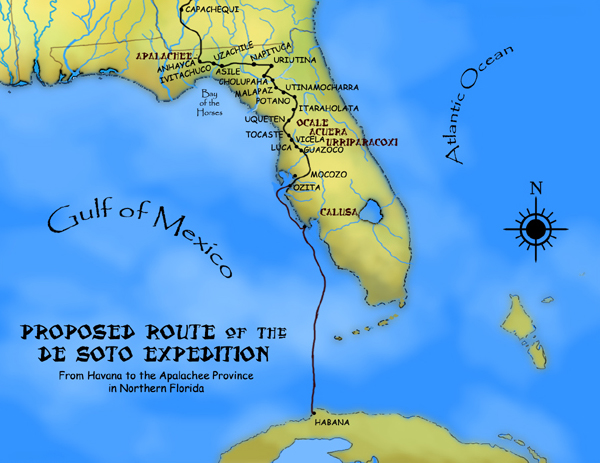
Ruta proposada per la primera caminada de l'expedició de De Soto, basada en el mapa de Charles M. Hudson de 1997

En 1539 Hernando de Soto va conduir un exèrcit de més de 500 homes a través de la part occidental del territori timucua, detenint-se en una sèrie de pobles de les branques timucua ocale, potano, utina septentrional, i yustaga en el seu camí al domini dels apalachees. El seu exèrcit es va apoderar dels aliments emmagatzemats en els pobles, van prendre les dones i va obligar homes i nens a servir-los com a guies i portadors. L'exèrcit va lluitar dues batalles amb grups timucua, provocant fortes baixes timucua. De Soto tenia pressa per arribar al domini dels apalachees, on esperava trobar or i els aliments suficients per mantenir al seu exèrcit durant l'hivern, per la qual cosa no es va quedar a territori timucua. La sortida ràpida de De Soto va ser motivada per una defensa guerrillera efectiva organitzat pel cap guerrer Acuera, el poble del qual decapità catorze conqueridors invasors mentre patien relativament poques baixes en comparació amb les massacres deslligades pels espanyols en altres llocs.
En 1564 els hugonots francesos dirigits per René Goulaine de Laudonnière fundaren Fort Caroline a l'actual Jacksonville i intentaren establir més assentaments al llarg del riu St. Johns. Després de conflicte inicial, els hugonots establiren relacions amistoses amb els nadius locals a la zona, principalment els timucua del cacic Saturiwa. Esbossos dels timucua dibuixats per Jacques le Moyne de Morgues, un dels colons francesos, han demostrat ser valuosos recursos per als moderns etnògrafs en la comprensió del poble. L'any següent els espanyols sota Pedro Menéndez de Avilés van sorprendre als hugonotes i saquejaren Fort Caroline, matant tots els colons menys a 50 dones i nens i 26 evadits. La resta dels francesos havien naufragat davant la costa i foren recollits pels espanyols, que executaren tots menys 20 d'ells; això va acabar amb l'assentament francès a la Florida. Aquests fets van provocar un distanciament entre els nadius i els espanyols, encara que els missioners espanyols van arribar aviat amb força.
La història Timucua canviar després que els espanyols establiren San Agustín en 1565 com la capital de la seva província de Florida. Des d'aquí, els missioners espanyols van establir missions a cada ciutat principal dels cacicats timucua, incloent la missió de Santa Isabel de Utinahica actualment al sud de Geòrgia, per als utinahica. Pel 1595 la població timucua s'havia reduït en un 75%, principalment a partir de les epidèmies de noves malalties infeccioses introduïdes pel contacte amb els europeus, i de la guerra.
En 1700 la població Timucua s'havia reduït a només 1.000. En 1703 als britànics amb els aliats creek, catawbes i yuchis va començar matant i esclavitzant centenars de timucua. Disset anys més tard, el seu nombre s'havia reduït a només 250. El 1726 hi havia 176, i pel 1752 només en restaven 26. En el moment en Estats Units va adquirir Florida en 1821, només restaven cinc o menys timucua. Es van extingir com a poble.